# Downwell
Downwell es un videojuego de plataformas shooter roguelike desarrollado por Moppin y producido por Devolver Digital. El juego fue lanzado para iOS y Microsoft Windows en octubre de 2015, para PlayStation 4 y PlayStation Vita en mayo de 2016, para Nintendo Switch en enero de 2019 y para Android en 2019.

## Trama
Downwell se centra alrededor de un personaje que está en un parque local una noche y decide explorar las profundidades de un pozo cercano. Sabiendo que hay monstruos esperándolo adentro, calza sus «botas pistola» y empieza su viaje, matando a sus enemigos mientras desciende y recolecta tesoros.

## Jugabilidad
El estilo de arte de y el diseño de nivel subterráneo de Downwell ha sido comparado con Spelunky y Cave Story. El juego incluye tres controles básicos: el movimiento de izquierda y derecha y la habilidad para saltar sobre una superficie sólida. Mientras se está en el aire, el jugador puede apretar y mantener presionado el botón de saltar para disparar con sus botas. Downwell está completamente presentado en una paleta que consiste de tres colores, la cual empieza siendo negro para el fondo, blanco para los contornos y rojo para resaltar gemas, enemigos y objetos importantes. Los colores son intercambiables mediante paletas desbloqueables durante el juego.
El pozo es generado procedimentalmente y el jugador suele ser confrontado por un gran número de enemigos de diferentes tipos, la mayoría de los cuales pueden ser disparados con las botas o pisados al saltar sobre ellos; sin embargo, otros son resistentes a ser aplastados y por lo tanto solo pueden ser eliminados con balas. Mientras que los enemigos normales solo tienen un brillo rojo junto con los contornos blancos, los enemigos resistentes están completamente resaltados con rojo, con un sprite más lleno. Las botas son automáticamente recargadas cuando el jugador pisa sobre una superficie, sin importar si es sólida o no. Durante el descenso, los jugadores encontrarán «vacíos de tiempo», los cuales, al entrar, detienen todo lo que se encuentre fuera de ellos, al igual que la música del juego. Estos vacíos de tiempo pueden llevar a cuevas, las cuales proveen al jugador con una gran cantidad de gemas o con un arma alternativa, que influye la rapidez, la demora, el uso o cantidad de la munición y el patrón de disparos de las botas, al igual de proveer salud o una mejora de munición máxima. En otros casos, los vacíos llevan a una tienda, cuyo dueño es un Jizō que le ofrece al jugador tres objetos diferentes a cambio de gemas.
El pozo está constituido por diferentes etapas, cada una teniendo tres niveles que incluyen diferentes sets de enemigos y entornos. Al final de cada nivel, al jugador se le dan tres mejoras como opciones, las cuales continúan persisten durante la sesión de juego y ayudan al jugador, al igual que las mejoras de munición y las compras en la tienda. Además de las paletas desbloqueables, el jugador también puede desbloquear diferentes estilos de movimiento, los cuales influyen en la animación de posición y las características de los niveles, como la frecuencia y el tipo de vacíos.

## Desarrollo
El desarrollo de Downwell empieza alrededor de marzo de 2014. En ese momento, Fumoto se había graduado en canto de ópera en la Universidad Nacional de Bellas Artes y Música de Tokio, pero sintió que no era cómo quería continuar en la vida, por lo que a finales de febrero de 2014 Fumoto canceló sus estudios y emprendió varios proyectos de «juegos semanales», después de leer sobre la idea en el artículo de Rami Ismail en Gamasutra. Buena parte del juego se vio influenciada por la obsesión de Fumoto con Spelunky; la idea inicial para el juego surgió cuando se preguntó cómo sería un juego de teléfono con un estilo parecido.
Durante el desarrollo temprano el estilo de juego era el de uno estándar de plataformas, pero cuando a Fumoto se le ocurrió la mecánica de las «botas pistolas» reconstruyó el juego a partir de ella. Inicialmente el juego iba a ser titulado Fall (Caída) o Well (Pozo). Sin embargo, durante un encuentro indie en Tokio, Fumoto entendió que necesitaba un verdadero nombre para su juego; así se le ocurrió Downwell y mantuvo el nombre. Mientras el juego todavía no era muy popular en el momento, Fumoto empezó a publicar imágenes GIF animadas de Downwell en las primeras etapas de desarrollo en su cuenta japonesa de Twitter, las cuales llamaron la atención de Cara Ellison de The Guardian, al ser el juego muy diferente al mercado de juegos independientes común en Japón. El mismo día en el que el artículo fue publicado, el distribuidor independiente Devolver Digital se puso en contacto con Fumoto mediante un comentario en una de sus imágenes GIF que mostraba al jugador disparándole a monstruos y cajas con la mejora de «dron», la cual repite las acciones del jugador. El comentario y el diálogo consiguiente llevó a Devolver Digital a convertirse en el distribuidor de Downwell. El constante apoyo de Devolver Digital y la publicación continua de Fumoto de imágenes GIF llevaron a la apertura del sitio web oficial del juego y al anuncio de su lanzamiento a finales de 2015 en iOS y en Microsoft Windows.
Debido a la influencia internacional de Devolver Digital, el juego llegó a diversas convenciones, una de las cuales fue Independent Games Festival 2015, realizado entre el 2 y el 6 de marzo de 2015, en el cual Downwell llegó a estar entre los finalistas del premio Ganador de la Exhibición de Estudiantes. Otra convención importante fue el festival japonés más grande de juegos independientes, BitSummit 2015, realizada entre el 11 y el 12 de julio de 2015, en la cual Downwell fue nominada al Premio Vermillion Gate por el Gran Jurado y puntuó de segundo detrás de La-Mulana 2. El lanzamiento del juego finalmente fue anunciado que sería el 15 de octubre de 2015, y fue lanzado para iOS y Microsoft Windows, mientras Moppin continuó trabajando en la versión de Android. El 12 de noviembre de 2015, Downwell fue nominado a Mejor Juego para Dispositivos Móviles en The Game Awards 2015, que tuvo lugar el 3 de diciembre de 2015. El 11 de diciembre de 2015, Devolver Digital sugirió un futuro lanzamiento para PlayStation Vita compartiendo una imagen del juego corriendo en un PlayStation Vita con el modo tate activado. El 25 de enero de 2016, se anunció que Downwell sería lanzado al día siguiente, el 27 de enero de 2016. El 9 de febrero de 2016, un video oficial de Sony Computer Entertainment reveló que el juego sería lanzado para PlayStation 4 y PlayStation Vita en algún momento de 2016.

## Recepción
Después de su lanzamiento, Downwell fue aclamado críticamente. En Metacritic, el juego mantiene un puntaje de 84/100 para Microsoft Windows, 91/100 para iOS, 80/100 para PlayStation 4, y 83/100 para PlayStation Vita. Steven Hansen de Destructoid alabó el diseño de concepto del juego y el dio un 10/10 perfecto diciendo que «este es el tipo de cosas que aprendes cuando te adentras más y más profundo en los cuatro mundos (tres niveles cada uno) de Downwell y son presentados de forma inteligente». Otra crítica positiva fue escrita por Nadia Oxford de Gamezebo, quien le dio al juego un ranking de 5 de un total de 5 estrellas, alabando el diseño y el estilo de juego general del juego y declarando que «Downwell fácilmente es uno de los mejores juegos de acción en llegar a dispositivos móviles este año. Es intenso, es único y cada vez que juegas vas a desbloquear algo nuevo». Sin embargo, Peter Bathge de la revista de juego alemana PC Games le dio al juego un puntaje de 70 %, criticando que «[el juego] se siente algo raro en PC».

### Premios
| Año  | Ceremonia                          | Categoría                                     | Resultado | Ref.   |
| ---- | ---------------------------------- | --------------------------------------------- | --------- | ------ |
| 2015 | Independent Games Festival 2015    | Ganador de la Exhibición de Estudiantes       | Nominado  | [ 16 ] |
| 2015 | BitSummit 2015                     | Premio Vermillion Gate                        | Nominado  | [ 17 ] |
| 2015 | The Game Awards 2015               | Mejor Juego para Dispositivos Móviles         | Nominado  | [ 18 ] |
| 2015 | TouchArcade                        | Juego de la Semana — Semana 42, 2015          | Nominado  | [ 28 ] |
| 2015 | GameSpot                           | Juego del Mes — octubre de 2015               | Nominado  | [ 29 ] |
| 2015 | Pocket Tactics                     | Juego de Acción del Año 2015                  | Ganador   | [ 30 ] |
| 2015 | Destructoid                        | Mejor Juego de PC de 2015                     | Nominado  | [ 31 ] |
| 2015 | Destructoid                        | Mejor Juego para Dispositivos Móviles de 2015 | Ganador   | [ 32 ] |
| 2016 | Game Developers Choice Awards 2016 | Mejor Debut (Moppin)                          | Pendiente | [ 33 ] |
| 2016 | Game Developers Choice Awards 2016 | Mejor Juego para Dispositivos Móviles         | Pendiente | [ 33 ] |
| 2016 | 2016 SXSW Gaming Awards            | Mejor Juego para Dispositivos Móviles         | Pendiente | [ 34 ] |